# تومی‌یاما، چیبا
تومی‌یاما، چیبا (به لاتین: Tomiyama) یک منطقهٔ مسکونی در ژاپن است که در کانتو واقع شده‌است. تومی‌یاما ۵٬۸۴۱ نفر جمعیت دارد.